# Virgen del Bordón
La Virgen del Bordón (en italiano, la Madonna del bordone) es una pintura sobre tabla del pintor italiano Coppo di Marcovaldo, en la iglesia de Santa María dei Servi de Siena, Italia. Firmada y fechada en el año 1261, la obra es la única atribuida con certidumbre a este pintor florentino. Fue pintada después de haber sido tomado prisionero tras la batalla de Montaperti en 1260, cuando la República de Siena derrotó a la República de Florencia. Coppo pagó su rescate ejecutando esta obra.
Representa a una Virgen con Niño entronizada con un halo y dos pequeños ángeles a su lado. Sostiene al Niño Jesús que lleva en su mano el Libro de la Ley y tiene un halo rodeado por una cruz enjoyada. 
Las cabezas fueron pintadas al año siguiente por un artista local, que añadió un estilo esfumado influido por Duccio di Buoninsegna, pero diferente del arte de Coppo. Los análisis de rayos X han mostrado las cabezas originales caracterizadas por el estilo de pintura de Coppo, más bien esquemático.
A diferencia de la abstracción concentrada de las obras contemporáneas como las de Margaritone d'Arezzo, en la Virgen de Coppo el Niño está mirando de manera tierna a su madre, un gesto que pretendía humanizar su rango divino, pero quizá también representar el amor del Niño por la Iglesia Católica, simbolizada por la Virgen. La postura de las dos figuras es típica de la representación bizantina del tema.